# ماده و آگاهی
ماده و آگاهی کتابی از پاول چرچلند از چهره‌های برجستهٔ فلسفهٔ ذهن است که توسط انتشارات دانشگاه‌ام. آی. تی. در سال ۱۹۸۴ منتشر شده‌است.
نویسنده در این کتاب مکتب‌ها و دیدگاه‌های مختلف متعارض در فلسفهٔ ذهن معاصر، از قبیل رفتارگرایی، کارکردگرایی ماتریالیسم تحویل‌گرا، ماتریالیسم حذف‌گرا و... را معرفی می‌کند و به تحولات علوم عصبی، علوم شناختی، هوش مصنوعی و ربط آن‌ها با فلسفهٔ ذهن نیز می‌پردازد. او نشان می‌دهد نتایج نظری و تجربی جدید علوم طبیعی، پرتوی تازه به مسئلهٔ فلسفی دیرپای ذهن-بدن و سرشت هوش‌آگاه می‌افکند و این مسایل را در سه سطح معناشناختی، معرفت‌شناختی و روش‌شناختی بررسی می‌کند.
این کتاب توسط نشر مرکز و با ترجمهٔ امیر غلامی به فارسی منتشر شده‌است.